# 埃斯皮纳斯 (多姆山省)
埃斯皮纳斯（法語：Espinasse，法語發音：[ɛspinas]）是法国多姆山省的一个市镇，属于里永区。

## 地理
埃斯皮纳斯（46°2'16"N, 2°42'40"E）面积23.95 平方千米，位于法国奥弗涅-罗讷-阿尔卑斯大区多姆山省，该省份为法国中南部省份，北起阿列省接壤，东临卢瓦尔省，南至上盧瓦爾省和康塔爾省，西接科雷兹省和克勒兹省。
与埃斯皮纳斯接壤的市镇（或旧市镇、城区）包括：圣迈涅、比奥莱、比西耶尔、沙朗萨、罗什达古、圣瑞利安拉热内斯特、圣普列斯特德尚。

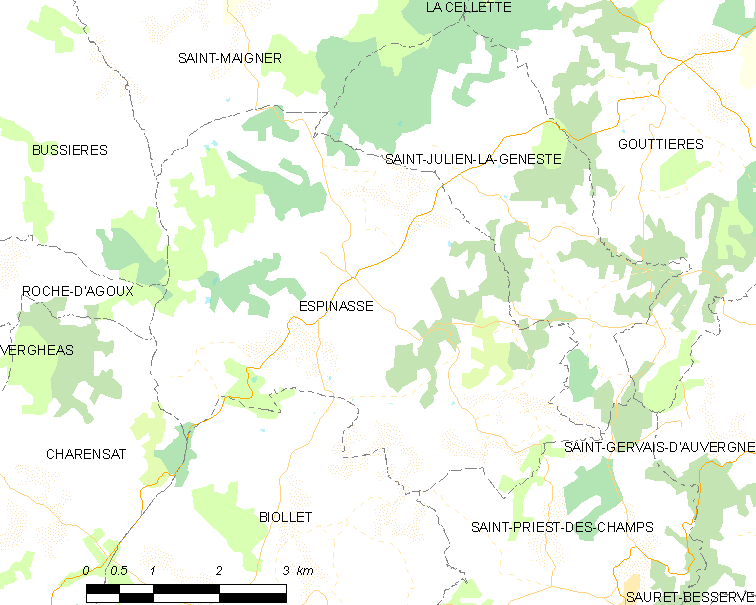
的OSM定位图

埃斯皮纳斯的时区为UTC+01:00、UTC+02:00（夏令时）。

## 行政
埃斯皮纳斯的邮政编码为63390，INSEE市镇编码为63152。

## 政治
埃斯皮纳斯所属的省级选区为圣埃卢瓦莱米讷县。

## 人口

1962-2008年间人口变化图示

埃斯皮纳斯于2022年1月1日时的人口数量为277人。